# ジョイ・コガワ
ジョイ・ノゾミ・コガワ（Joy Nozomi Kogawa、旧姓ナカヤマ（Nakayama）、1935年6月6日 - ）は日系カナダ人の詩人、小説家。

## 人物・来歴
カナダ・バンクーバー生まれ。父の中山吾一（Gordon Goichi Nakayama）は愛媛県喜多郡蔵川村（現大洲市）に生まれ19歳でカナダに渡ったキリスト教の牧師である。
第二次世界大戦中スローカン（Slocan）の強制収容所に収容され、大戦後一家でコールデール（Coaldale）に強制移住させられた。
コガワの創作活動は詩が中心であるが、自伝的小説『Obasan』（1981年、邦題『失われた祖国』）が最もよく知られており、続編『Itsuka』（1992年。2005年に『Emily Kato』と改題・改稿）も書かれている。『Obasan』により1982年のカナダ文学賞（Books in Canada First Novel Award）、1983年の米国図書賞（American Book Award）などを受賞。また『Obasan』はLiterary Review of Canada誌によりカナダの傑作歴史文学のひとつに選ばれ、トロント・スター紙の特集記事"Best of Canada"でも取り上げられた。『Obasan』を児童向け読み物に改作した『Naomi's Road』（1986年、邦題『ナオミの道―ある日系カナダ人少女の記録』）は、45分のオペラとしても作品化されており、オペラはブリティッシュコロンビア州各地の小学校で上演されたほか、グレーターバンクーバー（バンクーバー大都市圏）、アルバータ州レッドディア（Red Deer）およびレスブリッジ、シアトル、さらにオタワのカナダ戦争博物館（Canadian War Museum）で一般向け公演も行われている。
アジア系カナダ人の戦争体験を描いた『Obasan』は、アメリカにおいても、作品に示された「政治事象の理解と文学的技巧のすぐれた融合」および「アジア的感性の緻密な描写」により、アジア系アメリカ文学の授業で取り上げられる代表的図書となっている。
コガワは、「ソーダンカイ（相談会）」と呼ばれる日系三世グループを立ち上げ、全カナダ日系人協会（National Association of Japanese Canadians、NAJC）トロント支部で積極的な役割を果たすとともに、芸術分野の著名人らから支援を取り付けて日系カナダ人リドレス全国連合（National Coalition for Japanese Canadian Redress、NCJCR）を設立する上で大きな役割を果たした。
カナダでは、バンクーバー郊外のマーポール（Marpole）にあるコガワの生家保存運動が進められている。バンクーバー市は作品にちなみ2005年11月1日をObasan Cherry Tree Dayとし、記念事業として生家から採った桜の木を市庁舎に移植した。
コガワは現在、バンクーバーとトロントの両都市を生活拠点としている。1986年にカナダ勲章、2006年にはブリティッシュ・コロンビア勲章を受賞した。
2018年、バンクーバー在住の詩人高山宙丸（たかやま・そらまる）と共に、Yojarosを結成。愛、許し、許されること等についてのイベントパフォーマンスを行う。

## 作品

### 詩集
- The Splintered Moon - 1967年
- A Choice of Dreams - 1974年
- Jericho Road - 1977年
- Six Poems - 1980年
- What do I Remember of the Evacuation? - 1985年
- Woman in the Woods - 1985年
- A Song of Lilith - 2000年
- A Garden of Anchors: Selected 7Poems - 2003年

### 小説
- Obasan - 1981年
  - 『失われた祖国』長岡沙里訳、中公文庫、1998年
- Itsuka  - 1992年 （改題Emily Kato - 2005年）
- The Rain Ascends - 1995年

### ノンフィクション
- Gently to Nagasaki - 2016年

### 児童文学
- Naomi's Road  - 1986年
  - 『ナオミの道 ― ある日系カナダ人少女の記録』(絵：こさかしげる) 浅海道子訳、小学館、1988年（1989年産経児童出版文化賞推薦作品）
- Naomi's Tree - 2008年